# 恐怖兔子3D
《恐怖兔子3D》，由清水崇執導、滿島光主演的日本3D恐怖電影，2011年上映，並由杜可風擔任攝影，亦是世界初次採用由Panasonic開發之「AG-3DA1」一體型二眼式攝影機拍攝的電影。
此片獲邀參與2011年第68届威尼斯国际电影节非主競賽片單元。

## 概要
男孩今里大悟（澁谷武尊 飾）自小與罹患失語症的姐姐桐子（滿島光 飾）一同生活，父親則是作家今里公平（香川照之 飾）。父親鎮日埋頭創作繪本《人魚公主》。
某日，大悟在姐姐和學校同學的眼前殺害了兔子。其後，大悟不斷在夜裡做著被電影院螢幕中衝出的大兔子抓走的夢，並次次出現在遊樂園和廢棄的醫院，姐姐桐子擔憂大悟，但也被捲入了這個奇異的夢境中，不能說話的桐子極力央求父親救救弟弟，卻遭父親冷漠對待。在無限迴圈之下，姐姐陷入精神失常的狀態......。
原來，此怪異夢境及種種不正常的現象與這個家庭當年某個意外事件有關。桐子是此意外事件的關鍵人物，十多年來為了此事而深深自責並陷入自我錯亂的情況，這亦是桐子得了失語症的原因......。

## 主要演員
- 今里桐子（今里キリコ）：滿島光 飾
- 今里大悟：澁谷武尊 飾
- 今里公平：香川照之 飾
- 醫生：大森南朋 飾
- 響子，大悟的母親：緒川玉子（日语：緒川たまき） 飾

## 幕後人員
- 導演：清水崇
- 執行製作：Michael J. Werner、内野エスター
- 製片：小椋悟（日语：小椋悟）、谷島正之
- 製作協力：ミッシェル熊谷、谷澤伸幸
- 編劇：林壯太郎、保坂大輔（日语：保坂大輔）、清水崇
- 攝影：杜可風
- 攝影助理：福本淳
- 美術：池谷仙克
- 剪輯：堀善介
- 配樂：川井憲次
- 音效：岩浪美和
- 燈光：市川德充
- 製作助理：三辺敬一
- 特殊造型：西村喜廣
- 選角：おおずさわこ
- 副導演：毛利安孝
- 企畫、製作公司：小椋事務所
- 共同製作：Phantom Film（日语：ファントム・フィルム）
- 主題曲：〈BURN〉史坎朵
- 製作：2011「Rabbit Horror」製作委員會（VAP、電通、Phantom Film（日语：ファントム・フィルム）、史詩唱片日本、小椋事務所)
- 發行：Phantom Film（日语：ファントム・フィルム）

## 出版物
2012年2月22日發行：
- DVD一片組
  - 2D版本篇
  - 映像特典
    - 劇場預告篇
    - 預告篇
- 本篇3D版藍光、本篇2D版藍光、特典DVD三片組
  - Disc 1：本編Blu-ray 3D（收錄本篇3D版）
  - Disc 2：本編BD（收錄本篇2D版）
  - Disc 3：特典DVD
    - 花絮
    - 完成記者發表會
    - 劇場預告篇
    - 預告篇
    - 珍藏劇照集

## 外部連結
- 官方網站
- 《恐怖兔子3D》官方YouTube頻道 （页面存档备份，存于）
- La Biennale di Venezia - sito ufficiale （页面存档备份，存于）
- 映画「ラビット・ホラー3D」清水崇專訪
- 恐怖兔子3D - allcinema（日語）
- 恐怖兔子3D - KINENOTE（日語）
- 互联网电影数据库（IMDb）上《恐怖兔子3D》的资料（英文）